# ツカサ (作家)
ツカサ（1983年8月15日 - ）は、日本の小説家、ライトノベル作家。

## 経歴・人物
京都府出身。成安造形大学のグラフィック・デザイン科を卒業後、2006年に投稿作「RIGHT×LIGHT」が、第1回小学館ライトノベル大賞で「期待賞」を受賞し、翌年同作でガガガ文庫よりデビューした。『銃皇無尽のファフニール』はテレビアニメ化され、2015年1月から3月まで放送された。
2010年には、「遠いマチと黒のネガイ」で第1回京都アニメーション大賞小説部門奨励賞を受賞している。

## 小説

### 小学館ガガガ文庫
- RIGHT×LIGHT（イラスト：近衛乙嗣、全12巻）
- RIGHT∞LIGHT（イラスト：近衛乙嗣、全4巻）
- 九十九の空傘（イラスト：えいひ、全1巻）
- 熾界龍皇と極東の七柱特区（イラスト：夕薙、全5巻）
- 明日の世界で星は煌めく（イラスト：むっしゅ、既刊3巻）
- お兄様は、怪物を愛せる探偵ですか?（イラスト：千種みのり、全3巻）

### 講談社ラノベ文庫
- 銃皇無尽のファフニール（イラスト：梱枝りこ、全16巻）
- アズールレーン ラフィーと始める指揮官生活（制作協力：「アズールレーン」運営、イラスト：せんむ、全3巻）
- アークエネミー・スクールライフ（イラスト：梱枝りこ、全3巻）
- 剣帝学院の魔眼賢者（イラスト：きさらぎゆり、既刊2巻）
- ちいさな君と、こえを遠くに（イラスト：しらたま、既刊3巻）[3]

### 富士見ファンタジア文庫
- 国家魔導最終兵器少女アーク・ロウ（イラスト：ゆーげん、全2巻）
- はしたない姉妹ですが、躾けてもらえますか?（イラスト：小山内、既刊1巻）
- 魔王の元側近は勇者に転生しても忠誠を捧ぐ（イラスト：よう太、既刊1巻）

### ハヤカワ文庫JA
- ノノノ・ワールドエンド（イラスト：so-bin、全1巻）

### NOVEL0
- 天球駆けるスプートニク 未到の空往く運送屋、ネジの外れた銀髪衛精（イラスト：redjuice、全1巻）

### MF文庫J
- お兄ちゃん……ここでなら、好きって言ってもいいんだよね?（イラスト：Mika Pikazo、既刊2巻）
- 中学生の従妹と、海の見える喫茶店で。（イラスト：猫屋敷ぷしお、既刊1巻）

### 未単行本化短編
- 人類失格な俺たちが、正しく生きていく方法（ドラゴンマガジン 龍皇杯掲載）

## 漫画原作
- たった一人の君と七十億の死神（作画：松永孝之、講談社『マガジンR』2017年6号 - 2019年4号）
- 生徒会長はベッドの上で全てを解く（作画：維邪之托刀、講談社『水曜日のシリウス』2019年2月1日 - 2020年10月17日）